# Мишеморков хан
Мишеморков хан е село в Северна България. То се намира в община Велико Търново, област Велико Търново.

## География
Село Мишеморков хан се намира в планински район, в Прохода на Републиката.

## История
През годините селото сменя няколко имена. Пъвоначално се е казвало Мишеморков хан, през годините е прекръствано на Грамадливо, а днес отново е върнало старото си име.
Историята на това име идва от предания от времето на османската власт. В центъра на селото е имало хан, който са посещавали османците. Както и много други в околността села и градове са били превзети, така и самото село. Но във въпросния хан е работел човек, който слага в храната им миша отрова. Така той успява да ликвидира част от тях. Името на селото остава Мишеморков хан.
Друга легенда твърди, че всичко е тръгнало от спор между двама братя от друго село, по-нагоре в планината, като единият се опитал да отрови другия с отрова за мишки или с гъба мухоморка. Вторият оцелял и се заселил долу, направил си хан (още навремето оттам е минавал път от Южна за Северна България) и така започнало формирането на селището.

## Население
Численост на населението според преброяванията през годините:
| \| Година на преброяване \| Численост \| \| --------------------- \| --------- \| \| 1934 \| 159 \| \| 1946 \| 143 \| \| 1956 \| 143 \| \| 1965 \| 93 \| \| 1975 \| 42 \| \| 1985 \| 20 \| \| 1992 \| 22 \| \| 2001 \| 12 \| \| 2011 \| 5 \| \| 2021 \| 3 \| |           |
| Година на преброяване | Численост |
| 1934 | 159       |
| 1946 | 143       |
| 1956 | 143       |
| 1965 | 93        |
| 1975 | 42        |
| 1985 | 20        |
| 1992 | 22        |
| 2001 | 12        |
| 2011 | 5         |
| 2021 | 3         |

### Етнически състав
Преброяване на населението през 2011 г.
Численост и дял на етническите групи според преброяването на населението през 2011 г.:
|                     | Численост | Дял (в %) |
| Общо                | 5         | 100.00    |
| Българи             | 5         | 100.00    |
| Турци               | 0         | 0.00      |
| Цигани              | 0         | 0.00      |
| Други               | 0         | 0.00      |
| Не се самоопределят | 0         | 0.00      |
| Неотговорили        | 0         | 0.00      |